# Reginald Doherty
Reginald Frank "Reggie" Doherty (14. oktober 1872 – 29. december 1910) var en britisk tennisspiller, der vandt fire Wimbledon-singletitler i træk, mellem 1897 og 1900. Han vandt desuden herredoubleturneringen otte gange, ligesom han vandt US Open-herredoublen to gange. 
Doherty er storebror til Lawrence Doherty, en anden tennisspiller, som vandt fem Wimbledon titler. De to var desuden makkere i mange af deres doubletitler.
Udover Wimbledon-titlerne vandt Doherty tre OL-guldmedaljer, der alle blev vundet i doublerækkerne.

## Titler

### Wimbledon
- Herresingle
  - 1897, 1898, 1899 og 1900

- Herredouble
  - 1897, 1898, 1899, 1900, 1901, 1903, 1904 og 1905

### US Open
- Herredouble
  - 1902 og 1903

### OL
- Herredouble
  - 1900 og 1908

- Mixed double
  - 1900